# Episodi de Gli specialisti (serie televisiva 2016) (prima stagione)
La prima stagione della serie televisiva Gli specialisti è stata trasmessa in prima visione assoluta su ZDF dal 3 febbraio al 6 aprile 2016.
In Italia la stagione è stata trasmessa in prima visione assoluta su Rai 2 dall'11 al 25 luglio 2018.
| n° | Titolo originale           | Titolo italiano         | Prima TV Germania | Prima TV Italia |
| -- | -------------------------- | ----------------------- | ----------------- | --------------- |
| 1  | Der verlorene Sohn         | Il figlio perduto       | 3 febbraio 2016   | 11 luglio 2018  |
| 2  | Party                      | Un perfetto sconosciuto | 10 febbraio 2016  | 12 luglio 2018  |
| 3  | Der heilige Krieger        | Il santo guerriero      | 17 febbraio 2016  | 13 luglio 2018  |
| 4  | Miss Mai 1988              | Miss maggio             | 24 febbraio 2016  | 16 luglio 2018  |
| 5  | Die Mädchen aus Ost-Berlin | Al di là del muro       | 2 marzo 2016      | 17 luglio 2018  |
| 6  | Kleiner Engel              | Piccolo angelo          | 9 marzo 2016      | 18 luglio 2018  |
| 7  | Flowerpower                | Ragazza dei fiori       | 16 marzo 2016     | 19 luglio 2018  |
| 8  | Tod eines Untoten          | Il suicidio             | 23 marzo 2016     | 20 luglio 2018  |
| 9  | Totenkopf                  | L'idea fissa            | 30 marzo 2016     | 24 luglio 2018  |
| 10 | Zersetzt                   | Disgregato              | 6 aprile 2016     | 25 luglio 2018  |

## Il figlio perduto
- Titolo originale: Der verlorene Sohn
- Diretto da:
- Scritto da:

## Un perfetto sconosciuto
- Titolo originale: Party
- Diretto da:
- Scritto da:

## Il santo guerriero
- Titolo originale: Der heilige Krieger
- Diretto da:
- Scritto da: